# Пиер Жан Жорж Кабанис
Пиер Жан Жорж Кабанис (на френски: Pierre Jean Georges Cabanis) (5 юни 1787 - 5 май 1808) е френски философ, лекар, предшественик на вулгарния материализъм, масон .
Кабанис е роден в Коснак (Корез), син на Жан Батист Кабанис (1723–1786), адвокат и агроном. На десетгодишна възраст той посещава училище в Брив ла Гаярд, където показва големи способности за учене, но неговата независимост на духа е толкова голяма, че той почти постоянно се бунтува срещу своите учители и накрая е изключен. След това той е отведен в Париж от баща си и оставен да продължи обучението си по свое усмотрение в продължение на две години. От 1773 до 1775 г. пътува из Полша и Германия, а след завръщането си в Париж се посвещава главно на поезията. Горе-долу по това време той изпраща на Френската академия превод на пасажа от Омир, предложен е за тяхната награда, и въпреки че не печели, получава толкова много насърчение от приятелите си, че обмисля да преведе цялата Илиада.
По желание на баща си той се отказва от писането и решава да се занимава с по-утвърдена професия, избирайки медицина. През 1789 г. неговите „Observations sur les hôpitaux“ (Наблюдения върху болниците, 1790 г.) му осигуряват назначение като администратор на болници в Париж, а през 1795 г. той става професор по хигиена в медицинското училище в Париж.
Ученик е на Етиен Боно де Кондияк. Негов приятел е Жан-Антоан дьо Кондорсе. По време на Великата френска революция играе важна роля при реогранизирането на медицинските училища. По политически убеждения е близък до жирондистите. Участва в преврата на 18 брюмер.
През 1803 г. е избран за член на Френската академия. Към края на живота си става виталист. Погребан е в Парижкия пантеон, а сърцето му в гробището Отей в Париж.